# Gladstone Provincial Park
Der Gladstone Provincial Park ist ein 39.387 Hektar (ha) großer Provincial Park im Süden der kanadischen Provinz British Columbia. Der Park liegt etwa 30 Kilometer nordöstlich von Grand Forks im Regional District of Kootenay Boundary. Er kann über den Crowsnest Highway (Highway 3) erreicht werden.

## Anlage
Der Park liegt nördlich des Christina Lake in der Christina Range, einer Kette der Monashee Mountains. Die Berge beherrschen dann auch den größten Teil des Parks. Dazu gehört auch der 2256 m hohe Mount Gladstone und der 2279 m hohe Mount Faith.
Bei dem Park handelt es sich um ein Schutzgebiet der Kategorie Ib (Wildnisgebiet).

## Geschichte
Der Park wurde im Jahr 1995, zusammen mit 49 weiteren Provincial Parks in British Columbia eingerichtet. Bei seiner Einrichtung hatte er eine Größe von rund 39.322 ha. Bei der Einrichtung dieses Parks wurden andere Park, Texas Creek Park und Ole Johnson Park, aufgelöst und mit eingegliedert. Im Laufe der Zeit wurden die Parkgrenzen neu festgelegt. Seit 2014 hat der Park eine Fläche von 39.387 ha.
Wie bei fast allen Provinzparks in British Columbia gilt jedoch auch für diesen, dass er – lange bevor die Gegend von Einwanderern besiedelt oder Teil eines Parks wurde – Jagd- und Fischereigebiet verschiedener Stämme der First Nations, hier der Okanogan, war. Von ihnen finden sich im Park  kulturelle Spuren, unter anderem auch verschiedene in die Felsen geritzte Zeichnungen.

## Flora und Fauna
Das Ökosystem von British Columbia wird mit dem Biogeoclimatic Ecological Classification (BEC) Zoning System in verschiedene biogeoklimatische Zonen eingeteilt. Diese biogeoklimatischen Zonen zeichnen sich durch ein grundsätzlich identisches oder sehr ähnliches Klima sowie gleiche oder sehr ähnliche biologische und geologische Voraussetzungen aus. Daraus resultiert in den jeweiligen Zonen dann auch ein sehr ähnlicher Bestand an Pflanzen und Tieren. Innerhalb des Ökosystems von British Columbia wird das Parkgebiet auf Grund seiner Größe und seiner Lage verschiedenen Zonen zugeordnet, und zwar sowohl der Interior Cedar - Hemlock Zone (ICH) als auch der Englemann Spruce Subalpine Fir Zone (ESSF) und der Alpine Tundra Zone (AT).

## Aktivitäten
Der Park verfügt über einen Campingplatz mit 62 Stellplätzen für Zelte und Wohnmobile.